# Pumptrack-Weltmeisterschaften 2024
Die Pumptrack-Weltmeisterschaften 2024 fanden am 9. November in Südafrika statt. Offizieller Austragungsort war Durban, Schauplatz des sportlichen Geschehens ein Pumptrack im benachbarten KwaMashu.

## Ablauf
Die Weltmeisterschaften wurden von der Firma Velosolutions im Namen des Radsport-Weltverbands UCI organisiert. Fahrer konnten sich über eine Serie weltweit organisierter Wettkämpfe für die WM qualifizieren.
An den Endläufen nahmen 25 Frauen und 37 Männer teil, deren Zahlen in mehreren Runden auf 16, 8, 4 und 2 reduziert wurden. Diese Runden fanden im Format „Open Session“ statt, bei dem die Teilnehmer innerhalb eines gewissen Zeitrahmens beliebig viele Versuche hatten, einzeln eine gute Zeit zu setzen; die Fahrer mit der besten Zeit kamen weiter. In den Finals um Platz 1 und 3 gab es nur einen Versuch. Bei den Frauen gewann Sabina Košárková nach zwei Silbermedaillen in den Vorjahren diesmal den Titel, Titelverteidigerin Christa von Niederhäusern war erstmals nicht in den Medaillenrängen. Bei den Männern war Eddy Clerté zum sechsten Mal im Halbfinale vertreten und wurde Vierter. Mit Ryan Gilchrist gewann erstmals seit 2019 wieder ein Mountainbike-Fahrer gegen die BMX-Spezialisten.

## Ergebnisse
Angegeben sind, je nach Platz, die Zeiten im Finale um Platz 1, im Finale um Platz 3 bzw. im Viertelfinale.

### Frauen
| Platz | Name                      | Zeit     |
| ----- | ------------------------- | -------- |
| 1     | Sabina Košárková          | 19,100 s |
| 2     | Nadine Aeberhard          | 19,171 s |
| 3     | Vineta Pētersone          | 19,126 s |
| 4     | Kristína Madarásová       | 19,614 s |
| 5     | Alina Beck                | 19,474 s |
| 6     | Christa von Niederhäusern | 19,490 s |
| 7     | Aiko Gommers              | 19,726 s |
| 8     | Eloïse Donzallaz          | 20,340 s |

### Männer
| Platz | Name            | Zeit     |
| ----- | --------------- | -------- |
| 1     | Ryan Gilchrist  | 17,028 s |
| 2     | Aaron Donald    | 17,333 s |
| 3     | Alec Bob        | 17,592 s |
| 4     | Eddy Clerté     | 17,706 s |
| 5     | Marcus Leimberg | 17,460 s |
| 6     | Joshua Jolly    | 17,483 s |
| 7     | Love Sylwan     | 17,496 s |
| 8     | Tristan Borel   | 17,776 s |